# Напис Самуїла
Надгро́бний на́пис болга́рського царя́ Самуї́ла, зроблений на могилі його родичів, — найдавніший з кириличних пам'ятників з точно встановленими датами (має дату — 993 р.).
Плиту знайшли в 1890-х роках у Македонії.
Напис складається з 11 рядків. Має велике палеографічне значення. На підставі зображення окремих букв можна судити про порівняльну старовину недатованих пам'ятників.

## Текст напису
въ имѧ ѡтьца и съина и с҃таго дѹха азъ самоип(л)ь рабъ б҃жи полагаѫ
памѧть ѡтьцѹ и матєри и братѹ на кръстѣхъ сихъ· имєна ѹсъпъшихъ
никола рабъ б҃жи … ѣ давдъ написа … въ лѣто отъ сътворєния мирѹ
ѕ҃· фа҃· инъдикта ѕ҃·